# Karel (film)
Karel je dokument Olgy Malířové Špátové o zpěváku Karlu Gottovi. Natáčení filmu začalo dne 22. října 2018. Film ve své anotaci slibuje intimní pohled na život slavného zpěváka, jaký se dosud jeho příznivcům nenaskytl. Film vznikal v průběhu jednoho roku a zachycoval zpěváka jak v zákulisí koncertního turné, při setkání s fanoušky, tak i doma v Praze s rodinou, na chalupě, v Hamburku, ve své rodné vsi a na dalších pro něj důležitých místech. Jedná se o druhý film Malířové Špátové o Gottovi, v roce 2009 natočila televizní dokument Fenomén Gott.
Film měl být v kinech původně uveden v roce 2019, kdy zpěvák slavil 80. narozeniny, nicméně na Gottovo přání se natáčení protáhlo a premiéra posunula na rok 2020. Premiéry filmu se zpěvák nedožil. První oficiální trailer k filmu byl zveřejněn dne 14. července 2020, v den, kdy by Gott slavil své 81. narozeniny. Režisérka o tomto kroku prohlásila: „Je to náš dar k narozeninám, dar, který sice nemůžeme předat osobně, který nás ale naplňuje radostí“.
Premiéra filmu v českých kinech měla původně proběhnout 15. října 2020. Kvůli uzavření českých kin premiéra proběhla až o rok později, přesněji 7. října 2021. Na Štědrý den 2021 byl film přidán na Netflix. Dne 15. ledna 2022 proběhla televizní premiéra filmu na ČT1, kterou sledovalo 1,579 milionu diváků starších 15 let.